# Elsa Asenijeff
Œuvres principales
Die neue Scheherazade (1913)
Elsa Asenijeff, pseudonyme d’Elsa Nestorov, née Elsa Packeny le 3 janvier 1867 à Vienne en Autriche-Hongrie et morte le 5 avril 1941 à Bräunsdorf, près de Freiberg en Allemagne est un écrivain autrichien.

## Biographie
Elsa Packeny naît dans une famille de hauts fonctionnaires et de militaires de la monarchie austro-hongroise. En 1890, elle épouse un diplomate bulgare, Nestor Nestorov dont elle divorce en 1896. Son nom de plume Asenijeff est dérivé du prénom de son premier enfant, mort jeune, Asen.
Établie en 1897 à Leipzig, elle rencontre le peintre Max Klinger lors d'une conférence du poète Detlev von Liliencron et devient sa compagne et son modèle. Le couple a une fille en 1900, élevée par une mère nourricière. En 1920, Klinger, dont elle s'est séparée en 1916, meurt. Elle tente de faire valoir ses droits sur la succession en vain. Sa situation financière se dégrade et elle fait de nombreux séjours en hôpital psychiatrique. Elle meurt assassinée par les Nazis en 1941 pendant les massacres de handicapés.
Son œuvre littéraire est considérée comme annonciatrice du féminisme.

## Ouvrages
- 1898, Aufruhr der Weiber und das dritte Geschlecht, pamphlet, Leipzig, Brandstetter
- 1902, Tagebuchblätter einer Emanzipierten, roman, Leipzig, Seemann
- 1913, Die neue Scheherazade. Ein Roman in Gefühlen, Munich, Georg Müller
- 1914, Hohelied an den Ungenannten. Lyrischer Roman, - Munich, Georg Müller

## Sources
- (de) Biographie d'Elsa Asenijeff sur le site de la ville de Leipzig
- (de) Biographie sur le site de la Bibliothèque nationale autrichienne